# جان تور أموندسين
جان تور أموندسين (بالنرويجية البوكمول: Jan Tore Amundsen)‏ (12 أبريل 1983 في النرويج - ) هو لاعب كرة قدم نرويجي في مركز الوسط. شارك مع منتخب النرويج تحت 19 سنة لكرة القدم ومنتخب النرويج تحت 21 سنة لكرة القدم. أما مع النوادي، فقد لعب مع نادي أود وFK Tønsberg ‏ وUllensaker/Kisa IL ‏ وStrømmen IF ‏ وNotodden FK ‏.

## وصلات خارجية
- جان تور أموندسين على موقع اتحاد النرويج (النرويجية)
- جان تور أموندسين على موقع قاعدة بيانات كرة القدم.إي يو (الإنجليزية)
- جان تور أموندسين على موقع Soccerway.com (الإنجليزية)